# Karlsbad (Baden)
Karlsbad este o comună din landul Baden-Württemberg, Germania.